# روميو بيليكياري
روميو بيليكياري (بالبرتغالية: Romeu Pellicciari‏) (مواليد 26 مارس 1911) هو لاعب كرة قدم. يلعب مع منتخب البرازيل لكرة القدم. سبق له أن لعب في كأس العالم لكرة القدم مع منتخب بلاده.

## روابط خارجية
- روميو بيليكياري على موقع الاتحاد الدولي (مؤرشف)  (الإنجليزية)
- روميو بيليكياري على موقع قاعدة بيانات كرة القدم.إي يو (الإنجليزية)
- روميو بيليكياري على موقع ناشيونال فوتبول تيمز (الإنجليزية)
- روميو بيليكياري على موقع Soccerway.com (الإنجليزية)
- روميو بيليكياري على موقع عالم كرة القدم.نت (الإنجليزية)